# Jiří Veber
Pour les articles homonymes, voir Veber.
Jiří Veber (né le 29 novembre 1968 à Prague en Tchécoslovaquie aujourd'hui ville de République tchèque) est un joueur professionnel de hockey sur glace.

## Carrière

### Carrière en club
Veber commence sa carrière avec le club de Poldi SONP Kladno qui évolue dans le championnat de Tchécoslovaquie en 1990-1991. Il doit attendre sa seconde saison pour connaître les playoffs mais l'équipe perd au second tour.
Lorsque la Tchécoslovaquie se sépare en deux états, de nouveaux championnats sont créés et Veber suit son club de Kladno qui intègre la nouvelle Extraliga, le championnat de République tchèque, et au terme de la première saison régulière, Veber et ses coéquipiers finissent à la première place du classement. Malgré la domination au cours de la saison, l'équipe de Kladno va perdre en demi-finale contre le septième de la saison, le HC Olomouc, futur vainqueur des séries. La défaite de Kladno viendra lors du cinquième et dernier match possible et après les tirs de prolongation.
Pour la saison suivante, Veber décide de quitter son pays et rejoint la Finlande. Au cours de la même saison, il va connaître deux clubs successifs, Ässät Pori et Tappara Tampere, sans réellement se plaire dans ce nouveau championnat.
Il retourne donc pour la saison 1995-1996 dans son pays au sein de l'HC Petra Vsetín. Il va y gagner un premier titre de champion de la saison à l'issue de la saison et va largement contribuer à la victoire des siens : il inscrit trois buts lors de la phase finale puis un quatrième le 28 mars pour offrir la victoire 2 à 1 à son équipe. Il va remporter avec Vsetín les deux championnats suivants mais finalement la série du club va se terminer en 2000 à la suite d'une défaite contre le Sparta Prague.
Veber n'est cependant plus là pour voir son équipe chuter, il a rejoint en cours de saison le club finlandais de l'Espoo Blues qui termine à la septième place de la saison puis perd au premier tour des séries. Il continue sa tournée européenne en 2000-2001 en jouant pour le club allemand de Schwenninger Wild Wings pour une saison sans relief. En 2001-2002, il est de retour dans son pays pour le HC Keramika Plzeň mais encore une fois n'y reste qu'une saison.
Il joue en 2002-2003 en Russie pour le Molot Prikamie Perm ; alors que son club finit à l'avant dernière place et est reléguée de la Superliga à la Vysshaya Liga. Il joue ses deux dernières saisons dans son pays d'abord pour le HC Chemopetrol Litvinov mais au bout d'une dizaine matchs, il quitte l'Extraliga pour la seconde division, la 1. liga. Il joue alors deux saisons pour le HC Berounští Medvědi avant de prendre sa retraite.

### Carrière internationale
Veber représente la République tchèque pour la première fois lors des Jeux Olympiques de 1994. Il ne joue que deux matchs dans une compétition où son pays fint à la cinquième place du classement.
Il est sélectionné par la suite en 1996 : il joue pour la première fois le championnat du monde et va aider son équipe à remporter la médaille d'or, la première de sa jeune histoire. Quelques mois plus tard, il est également sélectionné pour la Coupe du monde de hockey mais encore une fois il ne joue qu'un seul match, l'équipe étant éliminée au premier tour.
Il connaît une dernière sélection avec l'équipe nationale lors de l'édition 1997 du championnat du monde et remporte une nouvelle médaille, cette fois, une médaille de bronze.

## Statistiques

### Statistiques en club
| Saison    | Équipe                  | Ligue     |     | Saison régulière | Saison régulière | Saison régulière | Saison régulière | Saison régulière |   | Séries éliminatoires | Séries éliminatoires | Séries éliminatoires | Séries éliminatoires | Séries éliminatoires |
| Saison    | Équipe                  | Ligue     | PJ  | B                | A                | Pts              | Pun              | PJ               | B | A                    | Pts                  | Pun                  |                      |                      |
| 1990-1991 | Poldi SONP Kladno       | 1. Liga   | 21  | 0                | 1                | 1                |                  |                  |   |                      |                      |                      |                      |                      |
| 1991-1992 | Poldi SONP Kladno       | 1. liga   | 38  | 5                | 8                | 13               |                  | 8                | 1 | 0                    | 1                    |                      |                      |                      |
| 1992-1993 | Poldi SONP Kladno       | 1. liga   | 46  | 5                | 9                | 14               | 106              |                  |   |                      |                      |                      |                      |                      |
| 1993-1994 | Poldi SONP Kladno       | Extraliga | 54  | 7                | 9                | 16               |                  |                  |   |                      |                      |                      |                      |                      |
| 1994-1995 | Ässät Pori              | SM-Liiga  | 28  | 1                | 3                | 4                | 55               |                  |   |                      |                      |                      |                      |                      |
| 1994-1995 | Tampere Tappara         | SM-Liiga  | 18  | 1                | 3                | 4                | 8                |                  |   |                      |                      |                      |                      |                      |
| 1995-1996 | HC Petra Vsetín         | Extraliga | 38  | 5                | 8                | 13               | 55               | 13               | 7 | 4                    | 11                   | 24                   |                      |                      |
| 1996-1997 | HC Petra Vsetín         | Extraliga | 49  | 5                | 19               | 24               | 46               |                  |   |                      |                      |                      |                      |                      |
| 1998      | HC Petra Vsetín         | EHL       | 3   | 0                | 1                | 1                | 6                | 4                | 0 | 2                    | 2                    | 0                    |                      |                      |
| 1997-1998 | HC Petra Vsetín         | Extraliga | 32  | 3                | 11               | 14               | 20               | 10               | 3 | 4                    | 7                    | 6                    |                      |                      |
| 1998-1999 | HC Petra Vsetín         | Extraliga | 50  | 7                | 5                | 12               | 50               | 9                | 0 | 3                    | 3                    | 14                   |                      |                      |
| 1999-2000 | HC Petra Vsetín         | Extraliga | 16  | 1                | 4                | 5                | 6                |                  |   |                      |                      |                      |                      |                      |
| 1999-2000 | Espoo Blues             | SM-Liiga  | 15  | 0                | 2                | 2                | 2                | 3                | 0 | 0                    | 0                    | 0                    |                      |                      |
| 2000-2001 | Schwenninger Wild Wings | DEL       | 57  | 4                | 18               | 22               | 60               |                  |   |                      |                      |                      |                      |                      |
| 2001-2002 | HC Keramika Plzeň       | Extraliga | 38  | 0                | 5                | 5                | 36               | 5                | 0 | 0                    | 0                    | 6                    |                      |                      |
| 2002-2003 | Molot Prikamie Perm     | RSL       | 45  | 5                | 3                | 8                | 48               |                  |   |                      |                      |                      |                      |                      |
| 2003-2004 | HC Chemopetrol Litvinov | Extraliga | 10  | 0                | 1                | 1                | 6                |                  |   |                      |                      |                      |                      |                      |
| 2003-2004 | HC Berounští Medvědi    | 1. liga   | 15  | 1                | 2                | 3                | 12               |                  |   |                      |                      |                      |                      |                      |
| 2004-2005 | HC Berounští Medvědi    | 1. liga   | 46  | 1                | 8                | 9                | 68               | 3                | 0 | 0                    | 0                    | 6                    |                      |                      |
| Totaux    | Totaux                  | Totaux    | 581 | 46               | 112              | 158              | 529              | 42               | 4 | 9                    | 13                   | 32                   |                      |                      |

### Statistiques en équipe nationale
| Année | Équipe             | Édition                  | PJ | B | A | Pts | +/- | Pun | Résultat                    |
| ----- | ------------------ | ------------------------ | -- | - | - | --- | --- | --- | --------------------------- |
| 1994  | Tchéquie           | Jeux Olympiques          | 2  | 0 | 0 | 0   | 0   | 2   | 5e place                    |
| 1996  | République tchèque | Coupe du monde de hockey | 1  | 0 | 0 | 0   | -2  | 0   | Élimination au premier tour |
| 1996  | République tchèque | Championnat du monde     | 8  | 0 | 1 | 1   | +10 | 8   | Médaille d'or               |
| 1997  | République tchèque | Championnat du monde     | 2  | 0 | 0 | 0   | 0   | 0   | Médaille de bronze          |